# Theridion attritum
Theridion attritum es una especie de araña originaria de Australia Occidental. Siendo formalmente puesta en las familias Araneidae y Theridiosomatidae, sin embargo, en 1967 se descubrió que realmente pertenecía a la familia Theridiidae, y desde luego, al género Theridion. 
Mientras todos los miembros de las primeras dos familias tienen un colulus grande (apéndice delgado o puntiagudo inmediatamente delante de las hileras en algunas arañas), T. attritum carece de alguno. No debe ser confundido por  Anelosimus attritus, el cual fue, por un tiempo, conocido como Theridion attritum.

## Características
T. attritum mide 2.2 mm de largo. Tiene un carapacho amarillento, con una línea obscura alrededor. El esternón es color amarillo-anaranjado con pigmentos grises, las patas son color amarillo con marcas oscuras. La parte superior del abdomen es blanca con una banda longitudinal oscura, de trazo irregular y bordeado en cada lado por una banda blanca. La parte inferior de la araña es oscura una banda transversal color blanco. La especie es muy similar a las especies Theridion melanurum y Theridion varians, pero mucho más pequeña.